# Chusquea ligulata
Chusquea ligulata är en gräsart som beskrevs av William Munro. Chusquea ligulata ingår i släktet Chusquea och familjen gräs.
Artens utbredningsområde är Colombia. Inga underarter finns listade i Catalogue of Life.